# Willian Magrão
Willian Magrão (sinh ngày 16 tháng 2 năm 1987) là một cầu thủ bóng đá người Brasil.

## Sự nghiệp câu lạc bộ
Willian Magrão đã từng chơi cho Oita Trinita.